# Skippy Whitaker
Lucian Cary "Skippy" Whitaker (Louisville, Kentucky, 29 de agosto de 1930-agosto de 1990) fue un jugador de baloncesto estadounidense que disputó una temporada en la NBA. Con 1,85 metros de estatura, jugaba en la posición de base.

## Trayectoria deportiva

### Universidad
Jugó durante tres temporadas con los Wildcats de la Universidad de Kentucky, en las que promedió 5,6 puntos por partido. En 1951 ganó el Torneo de la NCAA, derrotando en la final a Kansas State por 68-58, anotando 9 puntos.

### Profesional
Fue elegido en el Draft de la NBA de 1952 por Indianapolis Olympians, pero no fue hasta 1954 cuando fichó por los Boston Celtics, disputando únicamente tres partidos en los que anotó dos puntos.

## Estadísticas de su carrera en la NBA

### Temporada regular
| Temporada | Edad | Equipo         | Liga | P | TIT | MIN | TC  | TCA | %TC  | 3P | 3PA | %3P | TL  | TLA | %TL | R.OF. | R.DEF. | REB | ASIS | ROB | TAP | PER | FP  | PTS |
| 1954-55   | 24   | Boston Celtics | NBA  | 3 |     | 5.0 | 0.3 | 2.0 | .167 |    |     |     | 0.0 | 0.0 |     |       |        | 0.3 | 0.3  |     |     |     | 1.3 | 0.7 |
| Total     |      |                | NBA  | 3 |     | 5.0 | 0.3 | 2.0 | .167 |    |     |     | 0.0 | 0.0 |     |       |        | 0.3 | 0.3  |     |     |     | 1.3 | 0.7 |